# René Clareton
Pas d'image ? Cliquez ici

a Compétitions nationales et continentales officielles uniquement.

René Clareton, né le 22 décembre 1920 à Saint-Saturnin-lès-Avignon (Vaucluse) et mort le 8 juillet 1986 à Salon-de-Provence (Bouches-du-Rhône), est un joueur français de rugby à XIII et de rugby à XV, évoluant au poste de deuxième ligne des années 1940 à 1950.

## Biographie
René Clareton naît le 22 décembre 1920 à Saint-Saturnin-lès-Avignon dans le département français du Vaucluse.
Il meurt le 8 juillet 1986 à Salon-de-Provence dans les Bouches-du-Rhône.

## Palmarès

### Rugby à XIII
- Collectif :
  - Finaliste de la Coupe de France : 1947 (Avignon)